# 勝連盛重
勝連 盛重（かつれん せいじゅう、明治27年（1894年）1月 - 昭和54年（1979年）6月7日）は、 琉球古典芸能組踊（歌・三線）の重要無形文化財保持者である。
沖縄県那覇市生まれ。1972年、重要無形文化財保持者に認定（伝統組踊保存会会員として総合認定）。